# MSC Opera
MSC Opera — круизное судно класса Lirica. Принадлежит и управляется MSC Cruises. Судно рассчитано на 2579 пассажиров (1071 каюта) и 721 члена экипажа.

## Реконструкция
Со 2 мая по 4 июля 2015 года судно находилось на реконструкции в доках Fincantieri (была увеличена длина с 251,25 м до 274,9 м, а также пассажировместимость) в рамках программы «Renaissance Programme»
.